# Nora Reiche
Nora Reiche (ur. 16 września 1983 roku w Lipsku) – niemiecka piłkarka ręczna, reprezentantka kraju. W kadrze narodowej zadebiutowała w 2004 roku. Gra na pozycji prawej rozgrywającej bądź prawoskrzydłowej. Obecnie występuje w Bundeslidze, w drużynie Thüringer HC.

## Sukcesy

### klubowe
Mistrzostwa Niemiec
- (2006, 2011)

Puchar Niemiec
- ,  (2006, 2007, 2011)

Mistrzostwa Danii
- (2008, 2009)

Puchar Danii
- ,  (2007)

Liga Mistrzyń
- (2009, 2010[1])

### reprezentacyjne
Mistrzostwa Świata
- (2007)